# Timothy Dalton
Timothy Leonard Dalton Leggett, més conegut com a Timothy Dalton, (Colwyn Bay, Conwy, Gal·les, 21 de març de 1946) és un actor de cinema, teatre i televisió gal·lès.

## Biografia
Timothy Dalton té orígens anglesos, italians i escocesos. La seva mare és originària del Bronx (Nova York, Estats Units). Creix a Manchester, al món de l'espectacle. Després d'haver deixat els seus estudis, s'uneix al Nacional Youth Theatre (teatre nacional de la joventut), durant tres estius, i estudia a l'Acadèmia Reial d'Art dramàtic durant dos anys. Forma llavors part del grup de teatre de Birmingham el 1966, on fa un gran nombre de primers papers.
El seu primer paper en el cinema es remunta al 1968, a la pel·lícula The Lion in the Winter. Timothy Dalton encarna el rei de França i comparteix el cartell amb Peter O'Toole, Katharine Hepburn i Anthony Hopkins. Era abans de tot un gran actor shakespearià, navegant entre el teatre, el cinema i la televisió.
Pierce Brosnan havia de succeir a Roger Moore al paper de James Bond, però l'actor tenia contracte amb la televisió per a la sèrie Remington Steele. Timothy Dalton va obtenir finalment el paper l'agost de 1986 i va interpretar l'agent 007 el 1987 a  Alta tensió (The Living Daylights) i 1989 a  Llicència per matar (Licence to Kill). La seva contribució va permetre tenir un Bond més realista i molt més prop de l'heroi de l'autor Ian Fleming.
Pels litigis entre EON Productions i la MGM, la producció de la dissetena pel·lícula de la sèrie James Bond va ser retardada sis anys. Durant aquest temps van circular nombrosos rumors sobre la substitució de Timothy Dalton. L'abril de 1994 va refusar oficialment el paper, que va tornar llavors a Brosnan. Dalton va tornar a la seva carrera d'actor al teatre, encara que va continuar apareixent en el cinema. El 2003, té de nou el paper d'un agent secret a  Looney Tunes: De nou en acció.

## Filmografia
- 1968: The Lion in Winter
- 1969: The Voyeur
- 1970: Cromwell
- 1970: Cims borrascosos
- 1971: Mary, Queen of Scots
- 1975: Llicència per matar (Permission to Kill)
- 1976: El hombre que supo amar
- 1978: Sextette
- 1978: Centennial
- 1979: Agatha
- 1980: Flash Gordon
- 1981: Chanel Solitaire
- 1983: Jane Eyre
- 1984: Mistral's Daughter
- 1984: El Senyor de Ballantrae (The Master of Ballantrae)
- 1985: Sins
- 1985: The Doctor and the Devils
- 1986: Brenda Starr
- 1987: Alta tensió (The Living Daylights)
- 1988: alcons (Hawks)
- 1989: Llicència per matar (Licence to Kill)
- 1990: La puta del rei (The King's Whore)
- 1991: Rocketeer
- 1992: Framed
- 1993: The Last Action Hero
- 1994: Naked in New-York
- 1994: Scarlett
- 1996: Salt Water Moose
- 1996: Field of Blood
- 1996: The Reef
- 1997: The Informant
- 1997: The Beautician and The Beast
- 1999: Mentiders (Made Men)
- 1999: Cleopatra
- 2000: Timeshare
- 2000: Possessed
- 2001: American Outlaws
- 2003: Looney Tunes: De nou en acció (Looney Tunes: Back in Action)
- 2005: Hercules (minisèrie TV): Amphitryon
- 2007: Hot Fuzz
- 2009: Actel: LOST
- 2014-2016: Penny Dreadful